# (31941) 2000 GQ105
2000 GQ105 (asteroide 31941) é um asteroide da cintura principal. Possui uma excentricidade de 0.14735860 e uma inclinação de 12.67490º.
Este asteroide foi descoberto no dia 13 de abril de 2000 por LINEAR em Socorro.